# Tutkhun (vattendrag i Azerbajdzjan)
Tutkhun (armeniska: T’utkhun, Թւթխուն) är ett vattendrag i Azerbajdzjan.   Det ligger i distriktet Kəlbəcər Rayonu, i den sydvästra delen av landet, 300 km väster om huvudstaden Baku.
Trakten runt Tutkhun består i huvudsak av gräsmarker. Runt Tutkhun är det ganska glesbefolkat, med 27 invånare per kvadratkilometer.